# U486 (潜水艦)
U-486は第二次世界大戦中に活動するためにナチス・ドイツ海軍で建造されたVIIC型Uボートである。U-486はキールにあるドイチェヴェルケで建造番号321として起工され、1944年12月2日に進水し、3月22日にゲルハルト・マイヤー中尉の指揮の下、就役した。
3月22日、U-486は第5潜水隊群で訓練を開始したが、作戦行動のため第11潜水隊群に移籍した。
U-486は実験的に連合国のASDIC/ソナー装置に対抗して設計されたアルベリヒとして知られる合成ゴム製の無響タイルを装備した9隻のVII型Uボートのうちの一隻である。
2013年3月、ノルウェー沖の石油探査作業中にU-864の残骸から遠くない場所で発見された後、U-486の残骸が精確に特定された。

## 艦歴
U-486は1944年11月6日から9日の間にホルテン海軍基地からエゲルスンド(ノルウェーのスタヴァンゲルとクリスチャンサンの間の南西岸)に移動し、11月20日に到着した。

### 第1哨戒
1944年11月26日、U-486はエゲルスンドを出港して初めての哨戒を開始し、ブリテン諸島を経て遠回りしながらウェスタンアプローチへ向かった。12月18日、U-486はエディストン灯台の南でシルバーローレルを撃沈し、初めての獲物を得た。11月24日、U-486はその後11,509総登録トンのレオポルドヴィルをフランスのシェルブール沖5マイルで攻撃した。この沈没は750名以上(合計819名)の連合軍兵士の死亡という結果に終わった。レオポルドヴィルは約2時間後に沈没した。26日、U-486はアメリカで建造されイギリスで配備されたフリゲートのアフレックを航行不能にさせた。また同日、U-486は別のフリゲートのキャペルを撃沈した。
12月30日、U-486はカナダ空軍第407飛行隊のビッカース・ウェリントンの攻撃を受けたが、無傷であった。
1945年1月15日、U-486はノルウェーのベルゲンに帰還した。

### 第2哨戒
1945年4月9日、U-486はベルゲンを出港したが、4月12日にイギリス潜水艦タピアーからの雷撃により沈没した。

## 戦果一覧
| 日付           | 船名             | 国籍         | 総トン数 | 沈没 |
| -------------- | ---------------- | ------------ | -------- | ---- |
| 1944年12月18日 | シルバーローレル | イギリス     | 6,142    | 沈没 |
| 1944年12月24日 | レオポルドヴィル | ベルギー     | 11,509   | 沈没 |
| 1944年12月26日 | アフレック       | イギリス海軍 | 1,085    | 全損 |
| 1944年12月26日 | キャペル         | イギリス海軍 | 1,085    | 沈没 |

## 残骸の発見
2013年初頭、U-486の残骸がノルウェーの石油会社スタトイルにヴェストラン(ノルウェー西部)の沿岸沖の水深250m(820フィート)地点で発見された。U-486の残骸は僚艦であるU-864から約2km(1.2マイル)離れた場所に位置している。